# Erik Forssell
Erik Forssell, född 30 januari 1982 i Skellefteå, är en svensk före detta ishockeyspelare som sist spelade för SK Lejon i Hockeyettan. Sedan 2019 är han General Manager för Skellefteå AIK. 
Hans moderklubb är SK Lejon, där han spelade under sina unga år.
Han har en civilingenjörsexamen i teknisk fysik vid Umeå universitet.

## Klubbar
- SK Lejon
- IF Björklöven
- Skellefteå AIK